# Media Control Charts
Media Control Charts és la llista oficial de vendes d'àlbums a Alemanya publicada per la companyia Media Control GfK International en nom de la Bundesverband Musikindustrie (Associació Federal de la Indústria Fonogràfica). Media Control GfK International publica cada setmana la classificació dels 100 senzills i àlbums més venuts a Alemanya. També publica les classificacions Jazz Top-30, Classic Top-20, Schlager Longplay Top-20, Music-DVD Top-20 i l'official-Dance (ODC) Top-50 charts.
Media Control GfK International es va fundar el 1976 i té la seu a la ciutat alemanya de Baden Baden.